# Danke (Xavier-Naidoo-Lied)
Danke ist der Titel eines Liedes des deutschen Soul- und R&B-Sängers Xavier Naidoo. Es ist eine Singleauskopplung seines dritten Soloalbums Telegramm für X und wurde im Juli 2006 veröffentlicht. Naidoo schrieb den Song im Anschluss an die Fußball-Weltmeisterschaft 2006, nachdem die deutsche Fußballnationalmannschaft im Halbfinale gescheitert war, und „bedankte“ sich damit bei der Mannschaft. Der Titel sollte zunächst nur im Internet veröffentlicht werden, wurde jedoch aufgrund der starken Nachfrage auch als Maxi-CD vertrieben und hielt sich in der Folge fünf Wochen an der Spitze der deutschen Singlecharts.

## Inhalt
Im Halbfinale der WM 2006 in Deutschland scheiterte die deutsche Nationalelf mit 0:2 nach Verlängerung am späteren Weltmeister Italien. Die Weltmeisterschaft im eigenen Land löste bei vielen Zuschauern Begeisterung aus und wird retrospektiv als „Sommermärchen“ bezeichnet. Naidoo resümiert mit dem Lied die Leistung der Mannschaft und bedankt sich bei ihr („Vielen Dank dafür, es hat uns tief berührt, […] Ehre wem Ehre gebührt“).
Zudem bezieht er sich mit verschiedenen Textstellen explizit auf besondere Ereignisse während des Turniers, beispielsweise auf das Viertelfinale, das Deutschland im Elfmeterschießen gegen Argentinien gewann („Mann, ihr habt Argentinien geschlagen nach 'nem langen Spiel“), und das verlorene Halbfinale („Der 4. Juli war nur einfach nicht euer bester Tag“).
Im Hauptteil des Songs widmet Naidoo jedem Spieler des Kaders eine vierzeilige Strophe, die besondere Eigenarten oder Aktionen des jeweiligen Spielers während der WM hervorhebt. (Bsp.: „Vor dem blauen Auge war schon der verletzte Arm; Doch das erste Tor Deutschlands schoss Philipp Lahm“ – in Bezug auf das erste Tor von Philipp Lahm beim Eröffnungsspiel gegen Costa Rica.)
Das Musikvideo zeigt Ausschnitte von Spielen der deutschen Elf bei der WM.

## Erfolg
Das Lied hielt sich insgesamt 15 Wochen in den deutschen Singlecharts; davon fünf Wochen auf Platz eins. In Österreich (Platz 34; acht Wochen) und der Schweiz (Platz 100; eine Woche) war der Song nicht annähernd so erfolgreich. Für über 150.000 Verkäufe der Single wurde er zudem mit der goldenen Schallplatte ausgezeichnet.
Chartplatzierungen
| ChartsChartplatzierungen | Höchstplatzierung | Wochen |
| ------------------------ | ----------------- | ------ |
| Deutschland (GfK)        | 1 (18 Wo.)        | 18     |
| Österreich (Ö3)          | 34 (8 Wo.)        | 8      |
| Schweiz (IFPI)           | 100 (1 Wo.)       | 1      |

Auszeichnungen für Musikverkäufe

| Land/Region        | Auszeichnungen für Musikverkäufe (Land/Region, Auszeichnung, Verkäufe) | Verkäufe |
| ------------------ | ---------------------------------------------------------------------- | -------- |
| Deutschland (BVMI) | Gold                                                                   | 150.000  |
| Insgesamt          | 1× Gold ·                                                              | 150.000  |